# جنون آتش‌افروزی

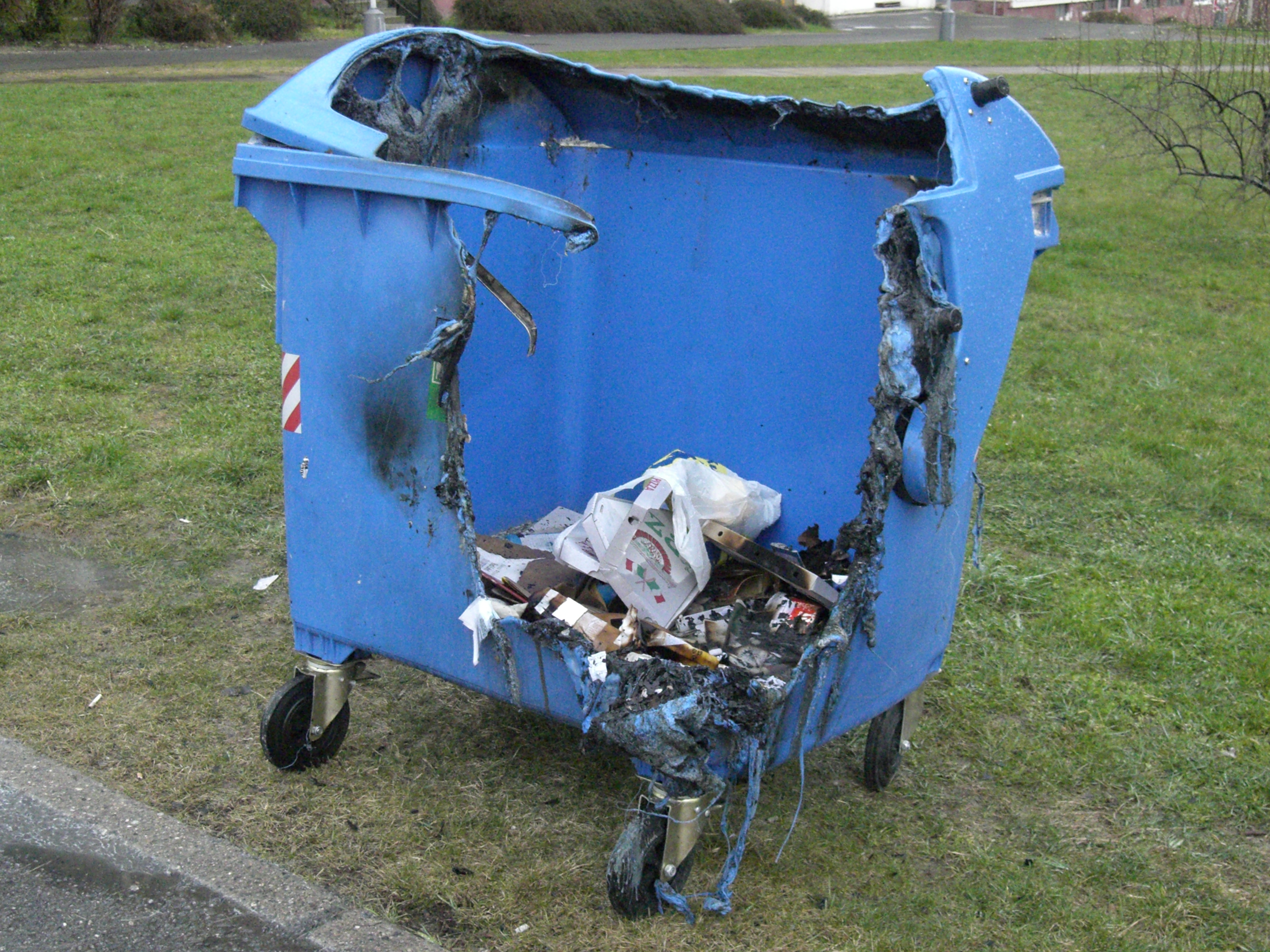
آتش سوزی حاصل از جنون آتش افروزی

اختلال جنون آتش‌افروزی یا آتش‌افروزی بیمارگون (به انگلیسی: Pyromania) به معنی برپا کردن آتش به صورت مکرر، عمدی و هدفمند است. خصوصیات مرتبط با این اختلال عبارتند از: احساس تنش یا انگیختگی عاطفی پیش از از آتش افروزی، شیفتگی، علاقه یا کنجکاوی در مورد آتش و مجذوبیت نسبت به آتش و فعالیت‌ها و تجهیزات مرتبط با آتش‌نشانی، احساس لذت، رضایت یا تسکین هنگام آتش افروزی یا هنگام مشاهدهٔ حریق یا شرکت در پیامدهای آن.
بیماران ممکن است پیش از شروع آتش افروزی تدارکات پیشرفتهٔ قابل ملاحظه‌ای در نظر بگیرند. جنون آتش افروزی با ایجاد حریق از این نظر متفاوت است که حالت دوم به منظور نفع مالی، انتقام گیری، یا سایر دلایل انجام می‌شود و از قبل برنامه‌ریزی شده‌است.

## ملاک‌های تشخیصی
1. آتش افروزی عمدی و هدفمند در بیش از یک موقعیت.
2. تنش یا برانگیختگی عاطفی قبل از این عمل.
3. شیفتگی به آتش، علاقه به آن، کنجکاوی در بارهٔ آن، یا جذب شدن به آن و زمینه‌های موقعیتی آن.
4. لذت، ارضا، یا تسکین هنگام آتش افروزی‌ها یا هنگام تماشا کردن عواقب بعدی آن یا مشارکت کردن در آن.
5. آتش افروزی برای نفع مالی، به عنوان ابراز ایدئولوژی اجتماعی- سیاسی، برای پنهان کردن فعالیت تبهاکارانه، برای ابراز خشم یا انتقام، یا برای بهبود بخشیدن به شرایط زندگی فرد، در واکنش به هذیان یا توهم، یا در نتیجهٔ قضاوت معیوب انجام نمی‌شود.
6. آتش افروزی با اختلال سلوک، دورهٔ مانیک، یا اختلال شخصیت ضد اجتماعی بهتر توجیه نمی‌شود.

## شیوع
شیوع آتش افروزی بیمارگون در کل جمعیت معلوم نیست. متاسفانه در ایران در آخرین چهارشنبه سال مناسبتی با نام چهارشنبه سوری با ملاکی که دقیقاً  آتش افروزانه‌ است؛ در سطح ملی برگزار می شود. این رسم، شکل سنتی، قدیمی و اصلی‌اش پریدن از روی آتش است! که چندین بار آن را تکرار میکنند. و یک سرود محلی نیز همزمان می‌خوانند، با وجود اینکه ملاک اصلی چهارشنبه سوری نیز برای مخصوصاً افراد زیر ۱۸ سال اقدام خطرناکی محسوب می شود، گروه های مافیای مواد منفجره و آتش‌زا نیز با سوءاستفاده از هیجانات و خوش ذوقی نوجوانان اقدام به ساخت و پخش این مواد شامل: ترقه سیگاری، ترقه گلوله‌ای، نارنجک دستی، تی.ان.تی، و حتی بمب های کوچک تا متوسط دست ساز میکنند!! و مانند سازندگان و قاچاقچیان مواد مخدر، تقریباً که هیچ؛ قطعاً سوداگران مرگ شده‌اند! امکان ندارد در طی چهارشنبه سوری هر سال در ایران، چندین نفر کشته و زخمی نشوند.شیوع آتش افروزی در طول عمر که فقط یک مؤلفه از آتش افروزی بیمارگون است و به خودی خود برای تشخیص کافی نیست، ۱٫۱۳ درصد در نمونهٔ جامعه گزارش شده، ولی رایج‌ترین اختلالات همزمان، اختلال شخصیت ضد اجتماعی، اختلال مصرف مواد، و قماربازی بیمارگون بودند. در مقابل، به نظر می‌رسد که آتش افروزی بیمارگون به عنوان تشخیص اصلی، بسیار نادر باشد. در بین نمونهٔ افرادی که به نظام جنایی می‌رسند و آتش افروزی مکرر دارند، فقط ۳٫۳ درصد نشانه‌هایی دارند که ملاک‌های کامل را برای آتش افروزی بیمارگون برآورده می‌کند.

## طرح نظریه های توطئه در باب برچسب زدن به آتش‌افروزی افراد مهم و مشهور جهت ترور شخصیت آنها
آتش همواره بعنوان یکی از ۴ عنصر سازنده جهان هستی به خصوص در ادیانی مانند مزدیسنا و درباره همواره شله‌ دادن ترور شخصیت در فضای مجازی به معنای تخریب عمدی اعتبار،شهرت یا شخصیت افراد از طریق انتشار اطلاعات نادرست، شایعات یا حملات مستقیم در پلتفرم‌ های آنلاین است. این نوع حملات می‌تواند شامل انتشار مطالب توهین‌آمیز، تصاویر یا ویدئوهای جعلی، یا حتی سوءاستفاده از اطلاعات شخصی باشد. البته گاهی اوقات تفسیر آتش‌افروزی عدم خویشنداری و جنگ و نزاع و نیز تفرقه و التهاب است. 
این پدیده به دلیل گستردگی و سرعت انتشار اطلاعات در فضای مجازی، تأثیرات روانی و اجتماعی عمیقی بر قربانیان دارد. از جمله پیامدهای آن می‌توان به اضطراب، افسردگی، انزوای اجتماعی و حتی آسیب‌های جدی به زندگی حرفه‌ای و شخصی اشاره کرد. برای مقابله با این نوع حملات، قوانین سایبری و حقوقی در بسیاری از کشورها در حال توسعه هستند. همچنین، آگاهی عمومی و استفاده از ابزارهای امنیتی آنلاین می‌تواند به کاهش خطرات کمک کند.

## هچنین ببینید
- آتش‌افروزی